# پلو مکزیکی
پلو مکزیکی (که گاهی پلو اسپانیایی یا پلو قرمز نیز به آن گفته می‌شود) یک غذای مکزیکی است که از برنج سفید، گوجه فرنگی، سیر، پیاز و... تهیه می‌شود. معمولاً همراه با پلو مکزیکی سس موله، لوبیا سرخ شده، کارنه آسادا، پیکادیلو، تاکو، ماهی سوخاری، مرغ سوخاری، چیلس رلنوس یا سوپ سبزیجات سرو می‌شود.
پلو مکزیکی به ویژه در مرکز و شمال مکزیک و جنوب غربی ایالات متحده بسیار محبوب است. این غذا در تمام طول سال خورده می‌شود و یکی از رایج ترین غذاها در آشپزی مکزیکی است.